# Ewald Jauch
Ewald Jauch, född 23 april 1902 i Villingen-Schwenningen, död 11 oktober 1946 i Hameln, var en tysk Oberscharführer och dömd krigsförbrytare. Han tjänstgjorde som Rapportführer i Neuengamme. Jauch deltog i mördandet av tjugo judiska barn i Bullenhuser Damm. Därtill var han stationerad i Schandelah, ett av Neuengammes satellitläger.
I juli 1946 ställdes Jauch inför rätta inom ramen för Neuengammerättegångarna, dömdes till döden och hängdes den 11 oktober samma år.